# جاكي توبين
جاكي توبين (بالإنجليزية: Jackie Tobin) هو لاعب كرة قاعدة أمريكي، ولد في 8 يناير 1921 في أوكلاند في الولايات المتحدة، وتوفي بنفس المكان في 18 يناير 1982.

## وصلات خارجية
- جاكي توبين على موقعبيزبول رفرنس.كوم (الدوري الرئيسي) (الإنجليزية)
- جاكي توبين على موقعبيزبول رفرنس.كوم (الدوري الثانوي) (الإنجليزية)